# Apostolisches Vikariat
Ein Apostolisches Vikariat ist nach römisch-katholischem Kirchenrecht (CIC 1983) ein bestimmter Teil der katholischen Glaubensgemeinschaft, der aufgrund besonderer Umstände noch nicht als Diözese errichtet worden ist. Die Vorstufe ist die Apostolische Präfektur. Als eigene, dauerhafte Organisationsform existierten Feldvikariate (später: Militärvikariate) für die Seelsorge in den Streitkräften.  
Es gibt einen Apostolischen Vikar, der in der Regel Titularbischof ist und zugleich die volle Jurisdiktion über das Gebiet des Apostolischen Vikariates besitzt. Damit hat er die gleichen Aufgaben wie ein Diözesanbischof. Faktisch ist er jedoch nicht wie ein Diözesanbischof Ordinarius aus eigener Person, sondern nur Stellvertreter des Papstes kraft ordentlicher stellvertretender Gewalt (potestas).
Nach dem Untergang der meisten norddeutschen Bistümer in der Reformation waren deren Gebiete bis 1821/1824 im Apostolischen Vikariat des Nordens zusammengefasst. 
Im späten 20. Jahrhundert gab es kaum noch Apostolische Vikariate; die meisten, die sich als lebensfähig erwiesen hatten, wurden zu Bistümern erhoben. Unter Papst Johannes Paul II. wurden wieder verstärkt Apostolische Vikariate eingerichtet. Sie befinden sich oftmals in Missionsgebieten.
Weil die meisten Missionsgebiete von Ordensgemeinschaften betreut werden, sind in den Apostolischen Vikariaten zumeist Ordensleute auch Bischöfe.

## Aktuell bestehende

### Afrika
- Ägypten
  - Apostolisches Vikariat Alexandria in Ägypten
- Äthiopien
  - Apostolisches Vikariat Awassa
  - Apostolisches Vikariat Gambella
  - Apostolisches Vikariat Harar
  - Apostolisches Vikariat Hosanna
  - Apostolisches Vikariat Jimma-Bonga
  - Apostolisches Vikariat Meki
  - Apostolisches Vikariat Nekemte
  - Apostolisches Vikariat Soddo
- Ghana
  - Apostolisches Vikariat Donkorkrom
- Komoren und Mayotte
  - Apostolisches Vikariat Archipel der Komoren
- Libyen
  - Apostolisches Vikariat Benghazi
  - Apostolisches Vikariat Derna
  - Apostolisches Vikariat Tripolis
- Namibia
  - Apostolisches Vikariat Rundu
- Mauritius
  - Apostolisches Vikariat Rodrigues
- Südafrika
  - Apostolisches Vikariat Ingwavuma
- Tschad
  - Apostolisches Vikariat Mongo

### Amerika
- Bolivien
  - Apostolisches Vikariat Camiri
  - Apostolisches Vikariat El Beni o Beni
  - Apostolisches Vikariat Ñuflo de Chávez
  - Apostolisches Vikariat Pando
  - Apostolisches Vikariat Reyes
- Chile
  - Apostolisches Vikariat Aysén
- Ecuador
  - Apostolisches Vikariat Aguarico
  - Apostolisches Vikariat Esmeraldas
  - Apostolisches Vikariat Galápagos
  - Apostolisches Vikariat Méndez
  - Apostolisches Vikariat Napo
  - Apostolisches Vikariat Puyo
  - Apostolisches Vikariat San Miguel de Sucumbíos
  - Apostolisches Vikariat Zamora in Ecuador
- Guatemala
  - Apostolisches Vikariat El Petén
  - Apostolisches Vikariat Izabal
- Kolumbien
  - Apostolisches Vikariat Guapi
  - Apostolisches Vikariat Inírida
  - Apostolisches Vikariat Leticia
  - Apostolisches Vikariat Mitú
  - Apostolisches Vikariat Puerto Carreño
  - Apostolisches Vikariat Puerto Gaitán
  - Apostolisches Vikariat San Andrés y Providencia
  - Apostolisches Vikariat Tierradentro
  - Apostolisches Vikariat Trinidad
- Panama
  - Apostolisches Vikariat Darién
- Paraguay
  - Apostolisches Vikariat Chaco Paraguayo
  - Apostolisches Vikariat Pilcomayo
- Peru
  - Apostolisches Vikariat Iquitos
  - Apostolisches Vikariat Jaén en Peru o San Francisco Javier
  - Apostolisches Vikariat Pucallpa
  - Apostolisches Vikariat Puerto Maldonado
  - Apostolisches Vikariat Requena
  - Apostolisches Vikariat San José de Amazonas
  - Apostolisches Vikariat San Ramón
  - Apostolisches Vikariat Yurimaguas
- Venezuela
  - Apostolisches Vikariat Caroní
  - Apostolisches Vikariat Puerto Ayacucho
  - Apostolisches Vikariat Tucupita

### Asien
- Arabische Halbinsel
  - Apostolisches Vikariat Nördliches Arabien
  - Apostolisches Vikariat Südliches Arabien
- Brunei
  - Apostolisches Vikariat Brunei
- Kambodscha
  - Apostolisches Vikariat Phnom-Penh
- Laos
  - Apostolisches Vikariat Luang Prabang
  - Apostolisches Vikariat Paksé
  - Apostolisches Vikariat Savannakhet
  - Apostolisches Vikariat Vientiane
- Libanon
  - Apostolisches Vikariat Beirut
- Nepal
  - Apostolisches Vikariat Nepal
- Pakistan
  - Apostolisches Vikariat Quetta
- Philippinen
  - Apostolisches Vikariat Bontoc-Lagawe
  - Apostolisches Vikariat Calapan
  - Apostolisches Vikariat Jolo
  - Apostolisches Vikariat Puerto Princesa
  - Apostolisches Vikariat San Jose in Mindoro
  - Apostolisches Vikariat Tabuk
  - Apostolisches Vikariat Taytay
- Syrien
  - Apostolisches Vikariat Aleppo
- Türkei
  - Apostolisches Vikariat Anatolien
  - Apostolisches Vikariat Istanbul